# Харуки Мураками
Харуки Мураками е известен съвременен японски писател и преводач.
Вестник „Гардиан“ го определя като един от най-големите съвременни романисти.

## Биография
Харуки Мураками е роден на 12 януари 1949 г. в Киото, Япония. Въпреки че е роден в Киото, прекарва по-голямата част от младостта си в Кобе. Баща му е будистки свещеник. Майка му е дъщеря на търговец от Осака. И двамата са преподавали японска литература.
Мураками обаче винаги се е интересувал повече от американската литература, на което се дължи неговият „западен“ стил на писане, отличаващ го на фона на основните японски литературни течения.
Учи театрално изкуство в Университета Васеда в Токио, където се среща с бъдещата си жена, Йоко. За да се издържа, работи в музикален магазин за плочи. След като завършва следването си, отваря джаз бар „Peter Cat“ в Токио и е негов собственик в периода 1974 – 1982. Много от романите му съдържат музикални теми, особено Танцувай, танцувай, танцувай и Норвежка гора.

### Трилогията на Плъха
Мураками започва да пише проза на 29-годишна възраст. Както самият той разказва, вдъхновението за написването на първия му роман Чуй как пее вятърът (1979) идва съвсем неочаквано по време на бейзболен мач. Мураками работи над него няколко месеца. Романът е публикуван през 1979 г. и през същата година Мураками получава литературната награда Гундзо (Gunzou Shinjin Sho). В това първо негово произведение вече се долавят основните елементи на бъдещото му творчество: западен стил, хумор и мъчителна носталгия. След известно време той затваря джаз-бара.
Първоначалният успех го окуражава и той продължава да пише. Една година по-късно публикува продължението „Флипер, 1973“ (1973).
През 1982 г. публикува Преследване на дива овца, роман със своеобразен накъсан сюжет и с оригинални магически елементи. С него Мураками печели литературната награда Нома (Noma Bungei Shinjin Sho). Тези романи съставят „Трилогията на Плъха“ (и в трите присъства един и същ разказвач, наричан „Плъхът“).

### Широко признание
През 1985 г. Мураками публикува Страна на чудесата за непукисти и краят на света, съноподобно фентъзи, в което магическите елементи нарастват.
Той постига най-големия си успех и признание в Япония през 1987 г. с излизането на Норвежка гора. Продават се милиони екземпляри от книгата сред японската младеж, която прави от Мураками свой идол. През 1986 г. Мураками напуска Япония и пътува из Европа.
През януари 1991 г. се премества в Америка и работи в Принстънския университет. В този период написва Танцувай, танцувай, танцувай и На юг от границата, на запад от слънцето.

### Утвърден романист
През 1994/1995 г. Мураками публикува Хроника на птицата с пружина. В този роман фантастичните тенденции се смесват с реализъм. Това е първото му произведение, което съдържа елементи на физическо насилие и докосва социални проблеми, засягайки трудната тема на японските военни престъпления в Манджурия. Хроника на птицата с пружина е романът, който литературната критика най-често цитира като най-високо постижение в творчеството на Мураками. С този роман той печели литературната награда Йомиюри (Yomiuri Literary Award).
През 1997 г. публикува Метрото, публицистична книга за атентата в токийското метро през 1994 година, в която събира интервюта с оцелелите и с роднините на пострадалите, като се стреми да нарисува картина на съвременното японско общество.
Мураками превежда много от произведенията на Франсис Скот Фицджералд, Реймънд Карвър, Труман Капоти и Джон Ървинг.

### Скорошни произведения
През 1999 г. излиза Спутник, моя любов, а през 2002 Кафка на плажа.
Издателство Шиничоша публикува в Япония най-обемния роман на Маруками – 1Q84 – на 29 май 2009 г. 1Q84 се произнася като 'ichi kyū hachi yon', което е също като 1984, и 9 също се произнася 'kyū' на японски.

## Критика и влияние
Романите на Мураками, често критикувани като поп-литература в контекста на японската литература, са наситени с хумор и сюрреалистична атмосфера, и в същото време се отклоняват към теми като алиенацията и самотата. В неговите творби той успява да улови духовната празнота на своето поколение и да изследва негативните ефекти на доминираната от работата и работното японска менталност. Неговото писане критикува упадъка на човешките ценности и липсата на връзка между хората в японското общество.